# Roy Dyson
Royden Patrick (Roy) Dyson (ur. 15 listopada 1948) – amerykański polityk, członek Partii Demokratycznej. W latach 1981–1991 był przedstawicielem pierwszego okręgu wyborczego w stanie Maryland w Izbie Reprezentantów Stanów Zjednoczonych.